# ルイ・ティリー
ルイ・ティリー（Louis Thiry, 1935年2月15日 - 2019年6月27日）は、フランスのオルガン奏者。
フレヴィル＝ドゥヴァン＝ナンシーの生まれ。ナンシー音楽院でジャンヌ・ドゥメッシューにオルガンを学び、1952年に首席で卒業した。その後、国立青年盲学院でアンドレ・マルシャルの薫陶を受けた。1956年からパリ音楽院のロランド・ファルキネッリのクラスに入り、1958年にプルミエ・プリを獲得したあとは、バカラの教会オルガニストとして音楽活動を始めた。1961年からメスの聖マルタン教会のオルガニストに転じ、1971年まで務めた。1971年から2000年までルーアンのシャルル・ニコル病院のシャペルでオルガンを弾く傍らでルーアン音楽院で後進の指導に当たった。